# Boucles de l'Aulne 2019
La 62e édition des Boucles de l'Aulne a eu lieu le 2 juin 2019. La course fait partie du calendrier UCI Europe Tour 2019 en catégorie 1.1. C'est également la dixième épreuve de la Coupe de France sur route.

## Présentation

### Parcours
Le tracé de cette édition, long de 177,6 kilomètres, a été modifié par rapport à l'édition précédente. Les coureurs engagés doivent gravir la côte de Menez Quelerc'h à trois reprises, soit une fois de plus qu'en 2018.

### Équipes
Classées en catégorie 1.1 de l'UCI Europe Tour, les Boucles de l'Aulne sont par conséquent ouvertes aux WorldTeams dans la limite de 50 % des équipes participantes, aux équipes continentales professionnelles, aux équipes continentales et aux équipes nationales.
Seize équipes participent à cette édition des Boucles de l'Aulne : deux WorldTeams, dix équipes continentales professionnelles et quatre équipes continentales.
| WorldTeams (2)- AG2R La Mondiale - Groupama-FDJ Équipes continentales professionnelles (10)- Cofidis, Solutions Crédits - Delko-Marseille Provence - Arkéa-Samsic - Total Direct Énergie - Vital Concept-B&B Hotels - Burgos-BH - Caja Rural-Seguros RGA - Euskadi Basque Country-Murias - Wallonie Bruxelles - Wanty-Groupe Gobert Équipes continentales (4)- Natura4Ever-Roubaix Lille Métropole - Saint Michel-Auber 93 - Amore & Vita-Prodir - EvoPro Racing |
| |

## Classement final
| \| Classement général \| Classement général \| Classement général \| Classement général \| Classement général \| \| Coureur \| Coureur \| Pays \| Équipe \| Temps \| \| ------------------ \| ---------------------- \| ------------------ \| ----------------------------------- \| ------------------ \| \| 1er \| Alexis Gougeard \| France \| AG2R La Mondiale \| 4 h 14 min 00 s \| \| 2e \| Quentin Jauregui \| France \| AG2R La Mondiale \| + 1 min 09 s \| \| 3e \| Julien El Fares \| France \| Delko Marseille Provence \| + 1 min 09 s \| \| 4e \| Aurélien Paret-Peintre \| France \| AG2R La Mondiale \| + 1 min 09 s \| \| 5e \| Xandro Meurisse \| Belgique \| Wanty-Gobert \| + 1 min 09 s \| \| 6e \| Kevin Geniets \| Luxembourg \| Groupama-FDJ \| + 1 min 09 s \| \| 7e \| Anthony Delaplace \| France \| Arkéa-Samsic \| + 1 min 09 s \| \| 8e \| Dimitri Peyskens \| Belgique \| Wallonie Bruxelles \| + 1 min 14 s \| \| 9e \| Lorrenzo Manzin \| France \| Vital Concept-B&B Hotels \| + 2 min 12 s \| \| 10e \| Thibault Ferasse \| France \| Natura4Ever-Roubaix Lille Métropole \| + 2 min 14 s \| |                        |            |                                     |                 |
| |                        |            |                                     |                 |
| Source : ProCyclingStats |                        |            |                                     |                 |
| Classement général |                        |            |                                     |                 |
| Coureur | Coureur                | Pays       | Équipe                              | Temps           |
| 1er | Alexis Gougeard        | France     | AG2R La Mondiale                    | 4 h 14 min 00 s |
| 2e | Quentin Jauregui       | France     | AG2R La Mondiale                    | + 1 min 09 s    |
| 3e | Julien El Fares        | France     | Delko Marseille Provence            | + 1 min 09 s    |
| 4e | Aurélien Paret-Peintre | France     | AG2R La Mondiale                    | + 1 min 09 s    |
| 5e | Xandro Meurisse        | Belgique   | Wanty-Gobert                        | + 1 min 09 s    |
| 6e | Kevin Geniets          | Luxembourg | Groupama-FDJ                        | + 1 min 09 s    |
| 7e | Anthony Delaplace      | France     | Arkéa-Samsic                        | + 1 min 09 s    |
| 8e | Dimitri Peyskens       | Belgique   | Wallonie Bruxelles                  | + 1 min 14 s    |
| 9e | Lorrenzo Manzin        | France     | Vital Concept-B&B Hotels            | + 2 min 12 s    |
| 10e | Thibault Ferasse       | France     | Natura4Ever-Roubaix Lille Métropole | + 2 min 14 s    |

### UCI Europe Tour
La course attribue aux coureurs le même nombre des points pour l'UCI Europe Tour 2019 et le Classement mondial UCI.
| Position           | 1er | 2e | 3e | 4e | 5e | 6e | 7e | 8e | 9e | 10e | 11e | 12e | 13e à 15e | 16e à 25e |
| Classement général | 125 | 85 | 70 | 60 | 50 | 40 | 35 | 30 | 25 | 20  | 15  | 10  | 5         | 3         |